# Ligue majeure de baseball 1951
Navigation
1950 1952
La Ligue majeure de baseball 1951 est la 49e saison depuis le rapprochement entre la Ligue américaine et la Ligue nationale et la 74e saison de ligue majeure. Les Yankees de New York remportent la Série mondiale face aux Giants de New York (4-2).

## Saison régulière

### Événements
Bill Veeck, propriétaire de Browns de Saint-Louis, multiplie les animations de tous genres sur et autour du stade afin de dynamiser la moyenne des spectateurs. Le 19 août, il aligne ainsi Eddie Gaedel, un Nain de 1,09 m. Ce dernier a ordre de ne pas tenter de frapper la balle. La zone de prise étant tellement réduite, qu'il passe en première base après quatre balles. Ce sera sa seule apparition en match. 
Le 14 septembre à Fenway Park, Bob Nieman des Browns de Saint-Louis devient le premier joueur de l'histoire à frapper deux coups de circuit lors de ses deux premiers passages au bâton en Ligue majeure.
Brooklyn survole la compétition en Ligue nationale et compte jusqu'à treize victoires d'avance sur les Giants de New York au cœur de l'été. Les Giants reviennent toutefois sur leurs rivaux. Un coup de circuit de Jackie Robinson en 14e manche face aux Phillies lors du dernier match de la saison régulière permet aux Dodgers de revenir à égalité parfaite avec les Giants. Il faut disputer un barrage, ou plutôt trois, car on décide que le titre de la Ligue nationale sera attribué au meilleur des trois matchs. Les Giants gagnent la première et les Dodgers la seconde en balayant leurs adversaires 10-0. Jackie frappe trois coups sûrs en cinq passages au bâton, pour un coup de circuit et trois points produits. Le troisième match sera décisif. Cette rencontre jouée au Polo Grounds le 3 octobre est l'une des plus mythiques de l'histoire des Ligues majeures. Wall Street suspend même ses cotations le temps du match. Les Dodgers mènent longtemps au score et semblent s'assurer le succès en marquant trois points en haut de huitième manche pour mener 4-1. Les Giants renversent toutefois la vapeur en bas de neuvième manche et s'imposent 5-4. C'est le fameux Shot Heard Round The World de Bobby Thomson qui fait la différence.
Lors de cette saison 1951, quinze des seize équipes accueillent des caméras de télévision pour diffuser des rencontres à domicile. Seuls les Pirates de Pittsburgh manquent toujours à l'appel. Six formations sont couvertes pour l'ensemble de leurs 77 matchs à domicile. Les Browns et les Cardinals ne font l'objet que de 5 diffusions, les Senators 21, les Reds 26, les Tigers 35, les Athletics, les Braves, les White Sox et les Phillies 54. 

### Classement de la saison régulière
Légende : V : victoires, D : défaites, % : pourcentage de victoires, GB : games behind ou retard (en matchs) sur la première place.
|                           | V  | D   | %    | GB |
| Yankees de New York       | 98 | 56  | .636 | -- |
| Indians de Cleveland      | 93 | 61  | .604 | 5  |
| Red Sox de Boston         | 87 | 67  | .565 | 11 |
| White Sox de Chicago      | 81 | 73  | .526 | 17 |
| Tigers de Détroit         | 73 | 81  | .474 | 25 |
| Athletics de Philadelphie | 70 | 84  | .455 | 28 |
| Senators de Washington    | 62 | 92  | .403 | 36 |
| Browns de Saint-Louis     | 52 | 102 | .338 | 46 |

|                          | V  | D  | %    | GB   |
| Giants de New York       | 98 | 59 | .624 | --   |
| Dodgers de Brooklyn      | 97 | 60 | .618 | 1    |
| Cardinals de Saint-Louis | 81 | 73 | .526 | 15.5 |
| Braves de Boston         | 76 | 78 | .494 | 20.5 |
| Phillies de Philadelphie | 73 | 81 | .474 | 23.5 |
| Reds de Cincinnati       | 68 | 86 | .442 | 28.5 |
| Pirates de Pittsburgh    | 64 | 90 | .416 | 32.5 |
| Cubs de Chicago          | 62 | 92 | .403 | 33.5 |

### Statistiques individuelles

#### Au bâton
| Catégorie        | Ligue nationale         | Stat | Ligue américaine                  | Stat |
| ---------------- | ----------------------- | ---- | --------------------------------- | ---- |
| Moyenne au bâton | Stan Musial (Cardinals) | .355 | Ferris Fain (Athletics)           | .344 |
| Points produits  | Monte Irvin (Giants)    | 121  | Gus Zernial (White Sox/Athletics) | 129  |
| Coups de circuit | Ralph Kiner (Pirates)   | 42   | Gus Zernial (White Sox/Athletics) | 33   |
| Bases volées     | Sam Jethroe (Braves)    | 35   | Minnie Miñoso (Indians/White Sox) | 31   |

#### Lanceurs
| Catégorie                 | Ligue nationale                              | Stat | Ligue américaine         | Stat |
| ------------------------- | -------------------------------------------- | ---- | ------------------------ | ---- |
| Moyenne de points mérités | Chet Nichols, Jr. (Braves)                   | 2.88 | Saul Rogovin (White Sox) | 2.78 |
| Victoires                 | Larry Jansen (Giants) Sal Maglie (Giants)    | 23   | Bob Feller (Indians)     | 22   |
| Retraits sur prises       | Warren Spahn (Braves) Don Newcombe (Dodgers) | 164  | Vic Raschi (Yankees)     | 164  |
| Sauvetages                | Ted Wilks (Cardinals/Pirates)                | 13   | Ellis Kinder (Red Sox)   | 14   |

## Série mondiale
| Match | Date       | Visiteur            | Hôte                | Score  |
| ----- | ---------- | ------------------- | ------------------- | ------ |
| 1     | 4 octobre  | Giants de New York  | Yankees de New York | 5 - 1  |
| 2     | 5 octobre  | Giants de New York  | Yankees de New York | 1 - 3  |
| 3     | 6 octobre  | Yankees de New York | Giants de New York  | 2 - 6  |
| 4     | 8 octobre  | Yankees de New York | Giants de New York  | 6 - 2  |
| 5     | 9 octobre  | Yankees de New York | Giants de New York  | 13 - 1 |
| 6     | 10 octobre | Giants de New York  | Yankees de New York | 3 - 4  |

## Honneurs individuels
| Recrue de l'année     | Willie Mays (Giants)     | Gil McDougald (Yankees) |
| Meilleur joueur (MVP) | Roy Campanella (Dodgers) | Yogi Berra (Yankees)    |